# زاجروس (ميثولوجي)

كان زاجروس (باليونانية: Ζαγρεύς)‏ (بالإنجليزية: Zagreus)‏ إلها في الديانات والأساطير اليونانية القديمة، اقترن عادة وليس دائما بديونيسوس. عبده -خاصة- أتباع الأورفكية، أصحاب التراتيل الأورفية المتأخرة التي تذكر اسمه.

## التأثيل
يذكر «كارل كاريني» (بالإنجليزية: Karl Kerenyi)‏ أنه في اليونانية يطلق على الصياد الذي يمسك بالحيوانات حية "zagreus", وأن الكلمة الأيونية "zagre" تعبر عن «حفرة للإمساك بالحيوانات حية». ويبدي كاريني ملاحظة قائلا «سيكون مبررا إذا سألنا لماذا كان هذا الصياد الخرافي العظيم -والذي أصبح في اليونان إلها غامضا للعالم السفلي- صائدا للحيوانات البرية وليس قاتلا؟» يربط كاريني صورة زاجروس بطقوس ديونيسية قديمة حيث كان يتم تقطيع حيوانات صغيرة إربا ويُأكل لحمها النيء، «ليس انبثاقا من الدين الديونيسي اليوناني، بل هجرة أو استمرار لطقس قبل تاريخي».
حافظ اليونانيون في كريت على تقليد يشير إلى أن زاجروس -المقترن بديونيسوس- كان ابن زيوس وبيرسيفون.

## في الأدب
ظهر زاجروس لأول مرة في سطر مأثور من الملحمة المفقودة "Alkmeonis", المكتوبة في القرن السادس قبل الميلاد إن لم يكن قبل ذلك: «السيدة الأرض وزاجروس اللذان فوق كل الأرباب الأخرى».
يربط إسخيلوس بين زاجروس وهاديس في مرجعين، ويشير إليه ب«ابن هاديس»؛ ففي كتابه رجال كريتيون -والذي بقي كمقطوعات مأثورة- يذكر اسخيليوس ال "thunders of the noctural Zagreus".

## زاجروس والأورفيكية
وفقا لأتباع الأورفية، تضاجع زيوس مع بيرسيفون -ابنة زيوس وديميتر تبعا للتقليد المنسوب لأورفيوس- على هيئة ثعبان؛ ونتج من هذه العلاقة زاجروس.
كان زيوس قد عزم على أن يجعل زاجروس وريثه، ولكن هيرا -متأثرة بالغيرة- أقنعت العمالقة أن يقتلوا الطفل. وكشأن الطفل زيوس في الخرافة الكريتية، خُدع الطفل زاجروس على يد العمالقة الذين شتتوا انتباهه بالألعاب. وحاولوا أن يقتنصوه لكنه رآهم في المرآة وأفلت من تحت أيديهم، مغيرا شكله إلى أشكال حيوانات متعددة محاولا الهرب. وفي النهاية تمثل بهيئة الثور، وعلى هذه الهيئة قبضوا عليه، وقطعوه إلى أجزاء والتهموه.
مكتشفاً الجريمة، ألقى زيوس صاعقة على الجبابرة محولا إياهم إلى رماد. وتمكنت بيرسيفون (في بعض الروايات أثينا (ميثولوجيا) أو ريا أو هيرميس) من استعادة قلب زاجروس. ومن رماد العمالقة مختلطا باللحم الإلهي الذي أكلوه -جاءت البشرية؛ ما يفسر امتزاج الخير والشر في الإنسان. تذهب القصة إلى امتلاك الإنسان لأثر من الإلهية بالإضافة إلى شر الجبابرة.
زرع زيوس القلب الذي لم يزل نابضا في المرأة الفانية سيميلي، ومنها ولد الطفل أخيرا مرة أخري بالرغم من تدخل هيرا. تقول بعض الروايات أنه أُعيد تجميعه وبعثه بواسطة ديميتر. وتقول روايات أخرى أن زيوس دس القلب لسيميلي في الشراب، جاعلا إياها تحمل بديونيسوس.

## أيضا
كان اسم زاجروس لقبا قديما لهاديس.

## التكريم
سميت قمة «زاجروس» على شاطئ «أوسكار الثاني» في أرض «جراهام» بالقارة القطبية الجنوبية تيمنا باسم زاجروس.

## روابط خارجية
- مقال عن زاجروس على the Theoi Project